# پارک (نام خانوادگی)
پارک (박혁거세) یا باک (박، تلفظ کره‌ای: [pa̠k̚])، سومین نام خانوادگی رایج در کره است که به‌طور سنتی به پادشاه هیوک‌گوسه (박혁거세) برمی‌گردد و از لحاظ نظری شامل همه فرزندان او می‌شود. معمولاً فرض می‌شود که پارک یا باک از اسم کره ای Bak (박) به معنای «کدو» آمده‌است. در سرشماری کره جنوبی در سال ۲۰۱۵، ۴٬۱۹۲٬۰۷۴ نفر با این نام در کره جنوبی یا تقریباً ۸٫۴٪ از جمعیت وجود داشت.
طبق یک افسانه، رهبران شش طایفه کنفدراسیون جین‌هان در بالای تپه جمع می‌شدند تا پادشاهی را انتخاب کنند که به پایین نگاه کردند و دیدند که رعد و برق در پای کوه یانگسان اصابت کرده و اسب سفیدی در همان مکان تعظیم کرده‌است. وقتی برای بررسی به آنجا رفتند، یک تخم‌مرغ قرمز پیدا کردند که یک پسر بچه از تخم بیرون آمد. آنها پسر را در نهر مجاور غسل دادند و او نور درخشانی از خود ساطع می‌کرد و خورشید و ماه همزمان طلوع کردند که نشان دهنده تولد الهی کودک بود. به این ترتیب نام این کودک به نام Hyeokgeose به معنای "حکومت با نور درخشان" بود و نام قبیله او به دلیل شکل گرد تخمی که از آن بیرون آمده بود به Bak یا "Gourd" تبدیل شد. در سن ۱۳ سالگی به او لقب geoseogan (거서간) داده شد که معادل "شاه" در آن زمان بود. افسانه‌های تولد پادشاهان اولیه کره برای تأیید ماهیت "الهی" حکومت آنها ضروری بود.
مانند سایر نام‌های خانوادگی کره‌ای، دودمان‌های مختلفی که به عنوان بون گوان یا قبیله شناخته می‌شوند، از پدر به فرزندانش به ارث می‌رسند. اینها منطقه کره یا جد پدری را مشخص می‌کنند که ادعا می‌کنند از آن سرچشمه گرفته‌اند. از میان پادشاهان سیلا، ده نفر نام خانوادگی پارک داشتند. در طول حکومت پادشاه پاسا (۸۰–۱۱۲)، طایفه‌های پارک تقسیم شدند و در دوران سلطنت شاه گیونگ میونگ (۹۱۷–۹۲۴) آنها حتی بیشتر از هم گسستند و چندین دودمان ایجاد کردند. این زمانی است که نه قبیله پارک به نام نه پسر Gyeongmyeong به وجود آمدند.